# Bangli (Barndaké)
Bangli est un village du Cameroun situé dans la Région du Nord, dans le département de la Bénoué. Il dépend de l'arrondissement de Mayo-Hourna et de la commune de Barndaké, créée en 2007. Il fait partie du lamidat de Garoua. Avec la zone urbaine de Barndake ville et la localité de Nakong, la localité de Bangli fait partie des zones de plus grande densité de la commune.

## Population
Lors du recensement de 2005 réalisé par le Bureau central des recensements et des études de population (BUCREP), 1 149 habitants y ont été dénombrés.

## Climat
Bangli bénéficie d'un climat tropical avec une saison des pluies qui a lieu durant l'été. La température annuelle moyenne est de 27.8 °C et la précipitation moyenne par an est de 1025 mm.

## Agriculture
Grâce à ses sols sabloargileux et ses plaines étendues, herbacées à sols arables, Bangli dispose de zones de polyculture.